# Эйсагирре, Гильермо
Гильермо Эйсагирре (исп. Guillermo Eizaguirre, 17 мая 1909, Севилья — 25 октября 1986, Мадрид) — испанский футболист, играл на позиции вратаря за «Севилью» и национальную сборную Испании. По завершении игровой карьеры — тренер, известный по работе со сборной Испании.

## Клубная карьера
Родился 17 мая 1909 года в городе Севилья. Воспитанник футбольной школы ведущего местного клуба «Севилья», в основной команде которого начал в 1925 году взрослую футбольную карьеру. Был основным голкипером севильской команды. Карьера игрока преждевременно завершилась в 1936 году из-за начала гражданской войны в Испании, во время которой Эйсагирре сражался на стороне националистов, которые в конце концов одержали победу в этом затяжном конфликте.

## Выступления за сборную
В начале 1930-х годов считался одним из самых талантливых испанских вратарей, однако долгое время не мог дебютировать в составе национальной сборной Испании, поскольку место в ее воротах было практически зарезервировано за легендарным Рикардо Саморо. В 1934 году рассматривался как наиболее вероятная кандидатура на место дублера Саморы в заявке сборной на первый для нее чемпионат мира, однако его участию в этом турнире помешала травма руки, полученная незадолго до его начала.
Дебютировать за сборную Испании Эйсагирре удалось лишь 5 мая 1935 года. Его надеждам стать первым вратарем сборной, после завершения карьеры Саморы который был старше его на 8 лет, сбыться было не суждено — футбольная жизнь в стране полностью прекратилось с началом гражданской войны.
Поэтому в течение карьеры в национальной команде, которая длилась 2 года, провел в форме главной команды страны лишь 3 матча, пропустив 9 голов.

## Карьера тренера
Первый тренерский опыт получал в родной «Севилье», где работал с молодежной командой.
В 1948 году стал главным тренером национальной сборной Испании. Под его руководством испанцы квалифицировались для участия в чемпионате мира 1950 года, для этого, в то время им было достаточно одолеть в двухматчевом противостоянии сборную Португалии.
На самом Чемпионате мира, который проходил в Бразилии и был для сборной Испании лишь вторым в ее истории, испанцы уверенно провели групповой этап, обыграв всех своих соперников — сборные Англии, Чили и США. На финальном этапе, который также проходил по групповой системе, подопечные Гильермо Эйсагирре начали борьбу с ничьей в игре против сборной Уругвая, однако последующие поражения в матчах против хозяев турнира и шведов отбросили их на итоговое четвертое место. Впрочем, и этот результат на тот момент был самым высоким достижением сборной Испании на мировых первенствах (свой дебютный чемпионат мира в 1934 году они завершили еще на стадии четвертьфиналов).
Вскоре после чемпионата мира Эйсагирре покинул тренерский штаб сборной Испании, позже возвращался на пост ее главного тренера в 1955—1956 годах.
Умер 25 октября 1986 года на 78-м году жизни в городе Мадрид.

## Титулы и достижения
- Обладатель Кубка Испании (1):

«Севилья»: 1935